# Attack Records
Attack Records ist ein deutsches D.I.Y. Punkrock-Label mit ursprünglichem Sitz in Berlin und später in Utrecht. Das Label arbeitet eigenständig und wird von Christian Köppe betrieben.

## Geschichte und Ausrichtung
Das Label wurde 1989 im Umfeld der Berliner Band Strohsäcke gegründet um eigene Aufnahmen zu veröffentlichen und brachte im selben Jahr seine erste Veröffentlichung Panik, Punk & Anarchie heraus. Später wurden etwa 25 weitere Bands ins Portfolio aufgenommen. Der Schwerpunkt liegt auf Veröffentlichungen von deutschen und niederländischen Punkrock-Bands.

## Bands (Auswahl)
Attack Records hat unter anderem folgende Bands veröffentlicht:
- The Shocks
- Strohsäcke
- Daisy Chain
- Schrottgrenze